# Glossobius hemiramphi
Glossobius hemiramphi är en kräftdjursart som beskrevs av Williams 1985. Glossobius hemiramphi ingår i släktet Glossobius och familjen Cymothoidae. Inga underarter finns listade i Catalogue of Life.